# زير تشمة آب أناري (قلعة خواجة)
زير تشمة آب أناري (بالفارسية: زیرچشمه آب‌اناری) هي منطقة سكنية تقع في إيران في قسم قلعة خواجة الريفي. يقدر عدد سكانها بـ 336 نسمة .